# Ermine Street
Ermine Street je název důležité starověké římské silnice v Anglii, která vedla z Londýna (zvaného tehdy Londinium) přes město Lincoln (Lindum Colonia) a do Yorku (Eboracum). Zůstala jednou z význačných silnic Anglie až do doby moderní.

## Účel vybudování silnice
Města v Británii vyrostla poprvé za Římanů, k nim patřil zejména York, Chester, St. Albans, Bath, Lincoln, Gloucester a Colchester. Všechna tato významná střediska jsou i v moderní době nadále spojena systémem dávných římských vojenských cest, které do různých směrů vycházejí z Londýna: Ermine Street, Watling Street (z Londýna do Chesteru) a Fosse Way (z Exeteru do Lincolnu). Tyto silnice kromě rychlých přesunů vojska Římanům umožňovaly také dopravu tak přepychového zboží, jakým bylo koření, víno či sklo z jiných částí Římské říše. Romanizace obyvatelstva, která v té době probíhala, se ale pravděpodobně týkala jen místních bohatých vrstev.

## Od starověku po novověk
Ermine Street, která vedla na sever z Londýna přes Ware, Royston, Godmanchester a Ancaster do Lincolnu a dále do Yorku, přičemž řeku Humber překonávala v Brough, byla vybudována velmi brzy. Postavila ji IX. legie při postupu na sever už ve 40. a 50. letech 1. století. Začínala u Bishopsgate, jedné ze sedmi bran opevněného římského Londýna, a odtud mířila na k Lincolnu. Úsek na sever od Lincolnu však později začal ztrácet na významu (například ve srovnání s Tillbridge Lane).

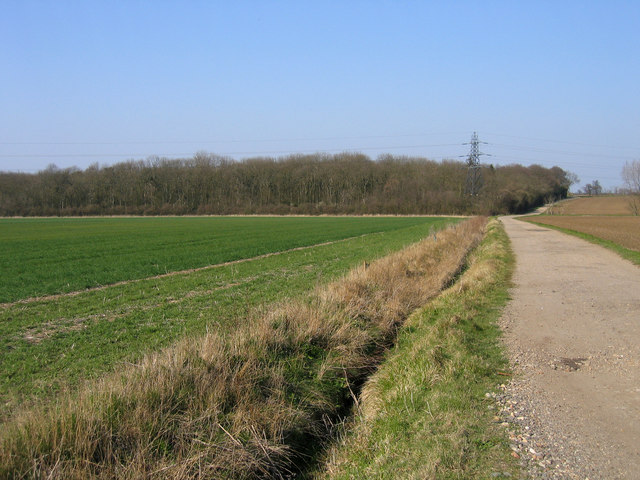
Ermine Street severně od A428 v hrabství Cambridgeshire

Jeden z nejlepších rovných úseků cesty se ale užívá stále, vede po něm silnice A15 mezi Lincolnem a řekou Humber. Většinu starověké trasy nyní pokrývají moderní silnice, ale jsou úseky, například v hrabství Lincolnshire, po kterých se dá jít pěšky.

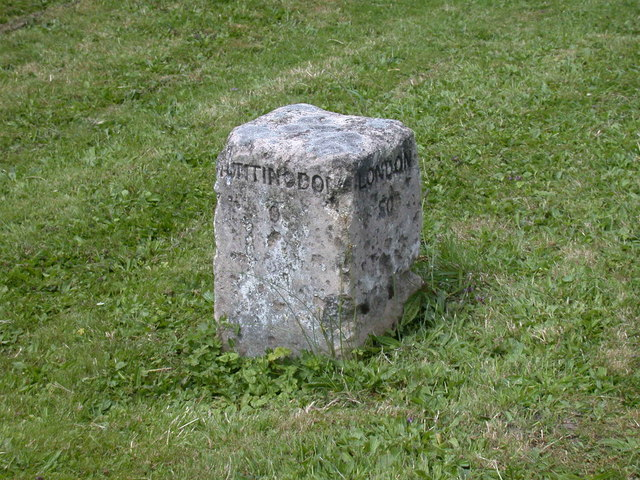
Milník z Ermine Street poblíž Caxtonu v hrabství Cambridgeshire

## Název

### Původní názvy
Původní keltský ani římský název cesty se nezachoval. Název "Earninga Straete" (1012) dali silnici Sasové, a to podle kmene Earningas, který obýval region (později známý jako Armingford Hundred) kolem vesnice Arrington v hrabství Cambridgeshire a města Royston v hrabství Hertfordshire. Staroanglického původu jsou rovněž názvy „Armingford“ i „Arrington“. Název mívá kromě "Earninga Straete" také podobu "Erming Street".
Cesta bývá též označována jako Stará severní silnice, a to v úseku od Londýna až tam, kde se v blízkosti Godmanchesteru připojuje k Velké severní silnici A1.

### Týž název, jiná silnice
Saské pojmenování Ermine se však užívá i pro jinou římskou silnici, a to ze Silchesteru (Calleva Attrebatum) do Cirencesteru (Corinium) a Gloucesteru (Glevum), přičemž řeku Temži překračovala pod městečkem Cricklade na severu hrabství Wiltshire a klesala dál k vesnici Birdlip v hrabství Gloucestershire.

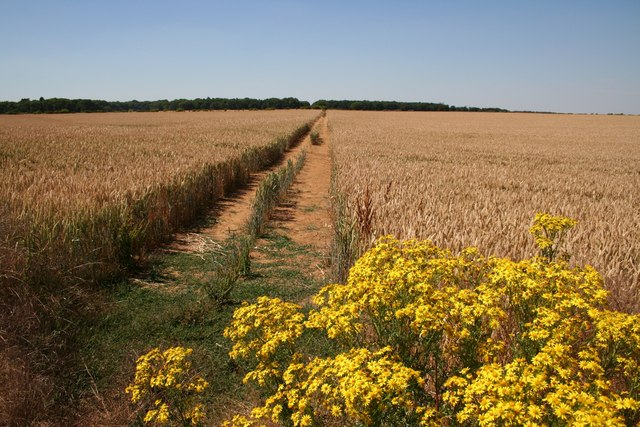
Ermine Street míří k Burghley Parku

## Alternativní trasy
Thomas Codrington předpokládá, že „Erming Street" vedla od Londýna víc k západu a procházela místem nazývaným Theobalds Park u paláce Theobalds House v hrabství Hertfordshire. Tato trasa je vyznačena na mnoha mapách.

## Ware, hrabství Hertfordshire
V hrabství Hertfordshire Ermine Street prochází místy jako Ware, St. Albans, Braughing nebo Baldock. Ware je v současnosti městem s 18 tisíci obyvateli. Na místě zhruba 200 metrů na západ od současné železniční stanice ve Ware Ermine Street překonávala řeku Lea. V roce 1952 byla při výstavbě stoky odkryta její část, což poskytlo příležitost ji prozkoumat podrobněji. Našly se tam mimo jiné 1600 let staré koleje vyjeté od povozů a pozůstatky hrnčířské dílny i kovárny.

### Popis silnice ve Ware

#### Materiál
Všechny materiály, které tam Římané při stavbě použili, byly místního původu; vrstvy tvořila tmavá půda, štěrk, pískovec a pazourek ze štěrkopísků na severním břehu řeky. Křída se nachází na břehu jižním. Vrstvy ležely na spodní vrstvě, kterou tvořila černá rašelina.

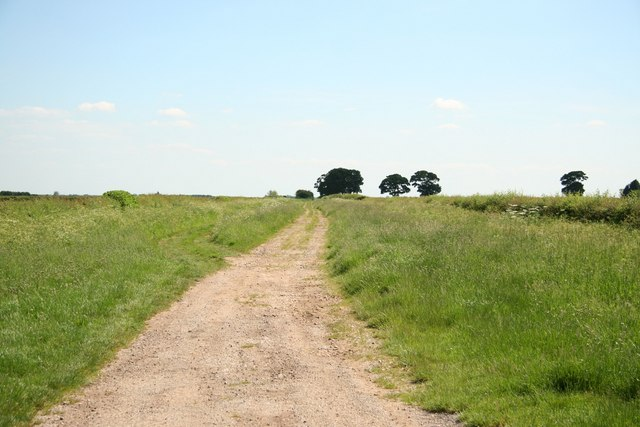
Ermine Street vede přes Boothby Graffoe Heath

#### Šířka
Šířka silnice tam dosahovala téměř 20 metrů. Cesta totiž měla tři pruhy, střed (široký 7,3 metru) byl z tvrdšího materiálu a rovnější, krajní pruhy, 6 metrů široké, byly měkčí, písčité. Hlavní římské silnice včetně Ermine Street totiž využívaly střed jako vozovku pro dopravu, buď pěší nebo pro vozy, a postranní pruhy byly určené pro dobytek a koně. Její šíře je dokladem důležitosti spojení hlavního města se severem země.

#### Výběr trasy

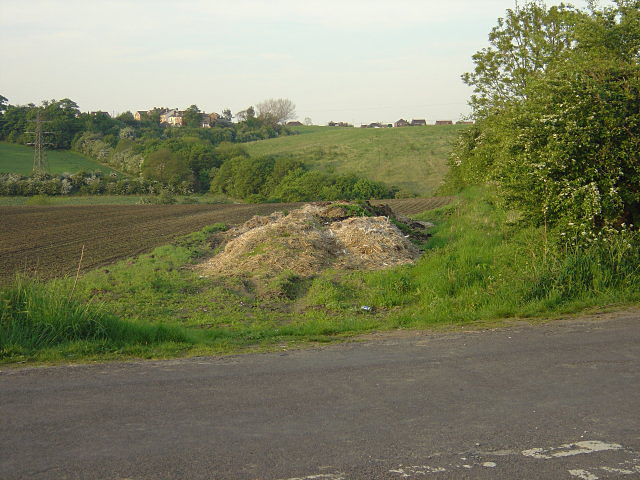
Roman Ridge (průběh cesty zde ukazuje řada stromů)

Silnice byla veden přes Ware, protože leželo od Londýna přímo na sever, což vyhovovalo římské praxi stavět silnice pokud možno rovně, a navíc se Ware od hlavního města nachází ve vzdálenosti 32 km, tedy příhodné pro zastávku císařské pošty.

## Alternativní trasy na sever od Lincolnu
Římská mapa Británie nad textem nahoře ukazuje ten úsek Ermine Street, který měl i alternativní trasu. Když Ermine Street opouštěla Lincoln směrem k severu kolem Scamptonu, tato alternativní trasa zahnula doleva, takže tvořila široký půlkruh směrem k západu od ústí řeky Humber. Přímá cesta k severu mezi Lincolnem a Yorkem, na mapě vyznačená červeně, sice byla kratší, ale za nepříznivých povětrnostních podmínek na ní řeka Humber tvořila nepřekonatelnou překážku.
Proto byla tato alternativní trasa vybudována (viz také římské silnice v Británii).

## Antoninův itinerář
Podrobný popis, jak silnice spojovala York (Eboracum), Castleford (Lagecium), Doncaster (Danum), Littleborough (Agelocum) a Lincoln (Lindum), poskytuje Antoninův itinerář.
Část této trasy v hrabství Lincolnshire, tzv. Till Bridge Lane, je moderní A1500. Trasa v oblasti Doncasteru a opět severně od Castlefordu je známa jako Roman Ridge nebo Roman Rigg.
Značně dlouhý úsek této silnice tvořil později po mnoho století tzv. Velkou severní silnici mezi hrabstvími Nottinghamshire a West Yorkshire.